# Epidapus debilis
Epidapus debilis är en tvåvingeart som beskrevs av Menzel 2003. Epidapus debilis ingår i släktet Epidapus och familjen sorgmyggor.
Artens utbredningsområde är Tyskland. Inga underarter finns listade i Catalogue of Life.